# Rubby De La Rosa
Rubby Carlos De La Rosa Corporan (né le 4 mars 1989 à Saint-Domingue, République dominicaine) est un lanceur droitier qui a joué pour les Dodgers de Los Angeles, les Red Sox de Boston et les Diamondbacks de l'Arizona dans la Ligue majeure de baseball entre 2011 et 2017.

## Carrière

### Dodgers de Los Angeles
Rubby De La Rosa commence sa carrière professionnelle dans l'organisation des Dodgers de Los Angeles en 2007. Après deux saisons jouées en Ligue d'été de République dominicaine, il passe en ligues mineures aux États-Unis et est rapidement considéré comme le lanceur le plus prometteur des Dodgers dans leur réseau de filiales. En 2010, le jeune lanceur partant est élu lanceur de l'année pour les clubs de ligues mineures des Dodgers.
Rappelé du niveau Double-A où il évolue avec le club de Chattanooga, De La Rosa fait ses débuts dans les majeures le 24 mai 2011. Appelé à lancer la huitième manche en relève avec son équipe en avance par un seul point, il se montre brillant au monticule, retirant sur des prises deux des trois frappeurs qu'il affronte dans un match remporté par les Dodgers sur Houston. Moins efficace à sa sortie suivante en relève, il gaspille une occasion de sauvetage mais reçoit quand même sa première victoire dans les majeures lorsque les Dodgers remontent la pente pour vaincre les Marlins de la Floride. Le 7 juin, les Dodgers lui confient pour la première fois la balle en début de match et, à cette première sortie comme lanceur partant, De La Rosa est crédité de la victoire de son club sur les Phillies de Philadelphie. Il présente une moyenne de points mérités de 3,71 en 60 manches et deux tiers au monticule en 2011, avec 60 retraits sur des prises, 4 victoires et 5 défaites en 13 parties, dont 10 comme lanceur partant. Blessé en août, il subit une opération de type Tommy John au coude, rate la fin de la saison et amorce 2012 sur la liste des joueurs blessés. Il n'effectue qu'une seule apparition au monticule pour les Dodgers en 2012, le 22 août après avoir repris la forme dans les mineures.

### Red Sox de Boston
Le 4 octobre 2012, De La Rosa passe aux Red Sox de Boston avec Jerry Sands pour compléter la méga-transaction du 25 août précédent alors que Boston avait transféré aux Dodgers les vedettes Adrian Gonzalez, Carl Crawford et Josh Beckett.
De La Rosa évolue pour la franchise bostonnaise jusqu'à la fin de la saison 2014, alternant entre les Red Sox de Boston et les Red Sox de Pawtucket, leur club-école des ligues mineures. En 30 matchs joués au total pour Boston, dont 18 comme lanceur partant, sa moyenne de points mérités se chiffre à 4,54 en 113 manches lancées, avec 4 victoires et 10 défaites.

### Diamondbacks de l'Arizona
Le 12 décembre 2014, les Red Sox échangent De La Rosa, le lanceur partant droitier Allen Webster et le joueur d'arrêt-court Raymel Flores aux Diamondbacks de l'Arizona contre le lanceur partant gaucher Wade Miley.